# Julio E. Pastor Díaz
Julio Enrique Pastor Díaz (Sevilla, 1954) es un botánico y profesor español, licenciado (1976) y doctor (1980) por la Universidad de Sevilla. 

## Biografía
En 1984 obtiene una plaza de Profesor Titular en la Universidad de Sevilla y posteriormente, en 2001, la de Catedrático en la misma Universidad. Su formación como investigador se inicia con una “Revisión taxonómica del género Allium en la Península Ibérica y Baleares”, bajo la dirección del Prof. Dr. Benito Valdés Castrillón y continua posteriormente trabajando en esta línea de taxonomía estudiando distintos géneros en la realización de diferentes floras (Flora Vascular de Andalucía occidental, Flora ibérica, BIOGEO, Flora vascular de Andalucía oriental o Checklist of vascular plants of N Morocco).
Actualmente desarrolla su actividad investigadora en el Grupo de Investigación “Florística y Recursos Vegetales” (Plan Andaluz de Investigación - PAI), habiendo trabajado en distintas líneas experimentales como taxonomía, cariología, palinología, fitoquímica, micromorfología y anatomía de frutos y semillas, recuperación y restauración de especies vegetales protegidas, germinación y desarrollo de plántulas y, más recientemente, iniciando estudios moleculares. 
Por otra parte, es miembro de la “Organization for the Phyto-taxonomic investigation of the Mediterranean area” así como de la “American Society of Plant Taxonomists”. Ha actuado como asesor en la Flora de Nicaragua del Missouri Botanical Garden (U.S.A.) y de la Euro Mediterranean Checklist. Es coeditor de la revista científica Lagascalia, asesor permanente u ocasional de varias revistas científicas tanto nacionales como internacionales.
Todo esto, a lo largo de los años, se traduce en distintas publicaciones de las cuales se relaciona a continuación una pequeña selección.

## Algunas publicaciones

### Libros
- Pastor, J. y B. Valdés (1983).  Revisión del género Allium (Liliaceae) en la península ibérica e Islas Baleares. Universidad de Sevilla.

- Pastor, J. (ed.) (1992). Atlas Cromosómico de la Flora Vascular de Andalucía occidental. Universidad de Sevilla.

- Pastor, J. y F. Valle (eds.) (2010). Guía de la Flora vascular más característica presente en riberas y humedales de la cuenca del Gudalquivir. Editorial Rueda.

### Capítulo de libros
- Pastor, J. (1987). Varios géneros.  En B. Valdés y col. (eds.). Flora Vascular de Andalucía Occidental. Vols. 1, 2 y 3. Ketres. Barcelona.

- Pastor, J. y R. Juan (1999). Juniperus oxycedrus subsp. macrocarpa. En G. Blanca y col. Libro rojo de la flora silvestre amenazada de Andalucía. Tomo I. Especies en peligro de extinción. Consejería de Medio Ambiente. Sevilla.

- Pastor, J. (2002). Varios géneros. En B. Valdés y col. (eds.). Checklist of vascular plants of N Morocco. With identification keys. Vols. I y II. C.S.I.C. Barcelona.

- Pastor, J. & Juan R. (2007). Subclase Ranunculidae (Ranunculanae-Vitanae). Proyecto Andalucía. Naturaleza. Botánica 3. Publicaciones Comunitarias. Sevilla.

- Pastor, J. & Juan R. (2008). Flora del Guadalquivir.  El río Guadalquivir. Consejería de Obras Públicas y Transportes. Sevilla.

- Pastor, J. (2009). Familia Alliacea. En G. Blanca y col. (eds.). Flora vascular de Andalucía Oriental 1.  Consejería de Medio Ambiente. Junta de Andalucía. Sevilla.

- Pastor, J., A. Juan, M. Fay, R. Juan, I. Fernández & B. Crespo (2011). Variabilidad genética de las poblaciones. Enebrales costeros. Conservación de un ecosistema singular del litoral atlántico andaluz. Consejería de medio Ambiente. Junta de Andalucía Sevilla.

- Pastor, J. (2012). Varios géneros. En S. Talavera y col. (eds.). Flora Ibérica. Vol. XII. C.S.I.C. Madrid.

### Artículos
- Pastor, J. (1982).  Karyology of Allium L. species from the Iberian Peninsula. Phyton (Austria) 22(2): 171-200.

- Pastor, J. (1985). Atriplex chenopodioides Batt., nuevo para la flora Ibérica. Anales Jard. Bot. Madrid 41(2): 451.

- Pastor, J. y B. Valdés (1986). Bulb structure in some species of Allium (Liliaceae) of the Iberian Peninsula.  Ann. Mus. Goulandris 7: 249-261.

- Pastor, J. y B. Valdés (1988).  Citotaxonomía de Allium chamaemoly L. Lagascalia 15(extra): 423-431.

- García, C., J. Pastor y T. Luque (1989). Contribución al estudio cariológico del género Rumex (Polygonaceae). Acta Bot. Malacitana 14: 129-140.

- Diosdado, J. C. y J. Pastor (1991). Estudio citotaxonómico del género Ranunculus L. sect. Flammula (Webb ex Spach) Freyn en la península ibérica. Candollea 46: 303-313.

- Diosdado, J. C., J. Pastor y B. Valdés (1993). Contributions to the karyological study of the genus Ranunculus L. subgenus Batrachium (DC.) A. Gray from the Iberian Peninsula. Bot. J. Linn. Soc. 112: 75-87.

- Juan, R., J. Pastor e I. Fernández (1994). Seed morphology in Veronica L. (Scrophulariaceae) from south-west Spain. Bot. J. Linn. Soc. 115: 133-143.

- Pastor, J., J. C. Diosdado y B. Cabezudo (1995). A karyological study of Allium rouyi Gautier (Liliaceae), a recently rediscovered endemic species from the south of Spain. Bot. J. Linn. Soc. 117: 255-258.

- Vioque, J., J. Pastor y E. Vioque (1996). Leaf wax ketones in the genus Coincya. Phytochemistry 42(4): 1047-1050.

- Juan, R., I. Fernández y J. Pastor (1997). Morphological and anatomical studies on fruits of Veronica from South-West Spain.  Bot. J. Linn. Soc. 123: 157-171.

- Juan, R., J. Pastor e I. Fernández (1999). Morphological and anatomical studies of Linaria species from South-West Spain. Seeds. Annals of Botany (London) 84: 11-19.

- Juan, R., J. Pastor e I. Fernández (2000). SEM and light microscope observations on fruits and seeds in Scrophulariaceae from South west Spain and their systematic significance.  Annals of Botany (London) 86: 323-338.

- Juan, R., J. Pastor, I. Fernández y J. C. Diosdado (2003). Relationships between mature cone traits and seed viability in Juniperus oxycedrus subsp. macrocarpa (Sm.) Ball (Cupressaceae). Acta Biologica Cracoviensia ser. Bot. 45 (2): 69-78.

- Plaza, L., I. Fernández, R. Juan, J. Pastor y A. Pujadas (2004). Micromorphological studies on seeds of Orobanche species from the Iberian Peninsula and the Balearic Islands and their systematic significance. Annals of Botany 94: 167-178.

- Juan, R.., J. Pastor, I. Fernández y J. C. Diosdado (2006). Seed germination and seedling survival of the endangered Juniperus oxycedrus subsp. Macrocarpa (Sm.) Ball in the southwest Spain. Acta Biologica Cracoviensia ser. Bot 48(2): 49-58.

- Juan, R., J. Pastor, M. Alaiz y J. Vioque (2007). Electrophoretic characterization of Amaranthus L. seed proteins and its systematic implications. Bot. J. Linn Soc. 155: 57-63.

- Pastor-Cavada, E., R. Juan, J. Pastor, M. Alaiz y J. Vioque (2009). Analytical nutritional characteristics of seeds proteins in six wild Lupinus species from southern Spain. Food Chemistry 117: 466-469.

- Fagúndez, J., R. Juan, I. Fernández, J. Pastor y J. Izco (2010).  Systematic relevance of seed coat anatomy in the European heathers (Ericeae, Ericaceae).  Plant Systematics and Evolution 284: 65-76.

- Pastor-Cavada, E.,  Silvina, Ronaldo, R. Juan, J. Pastor, M. Alaiz y J. Vioque (2011). Effect of the addition of wild legumes (Lathyrus annuus and Lathyrus clymenum) on physical and nutritional properties of extruded products based on whole corn and brown rice. Food Chemistry 128: 961-967.

- A. Juan, M. Fay, J. Pastor , R. Juan, I. Fernández y B. Crespo (2012). Genetic structure and phylogeography in Juniperus oxycedrus subsp. macrocarpa around the Mediterranean and Atlantic coasts of the Iberian Peninsula, based on AFLP and plastic markers. Eur. J. Forest Res. 131:845-856.

- Pastor-Cavada, E., R. Juan, J. Pastor, M. Alaiz y J. Vioque (2013). Physical and nutritional properties of extruded products based on whole grain with the addition of wild legumes (Vicia lutea subsp. lutea var. hirta and Vicia sativa subsp. sativa). Int. J. Food Sci. Tech. 48(9): 1949-1955.
- Pastor-Cavada, E., R. Juan, J. Pastor, M. Alaiz y J. Vioque (2014). Protein and amino acid composition of select wild legume species of tribe Fabeae. Food Chemistry 163: 97-102.
- Pastor-Cavada, E., R. Juan, J. Pastor, M. Alaiz y J. Vioque (2016). A comprehensive approach to antioxidant activity in the seeds of wild legume species of tribe Fabeae. Journal of Botany 2016: 1-6.
- Herrera-Rus, I., J. Pastor y R. Juan (2020). Fungal colonization associated with phenological stages of a photosynthetic terrestrial temperate orchid from the Southern Iberian Peninsula. J. Plant. Res. 133: 807-825.
- Jiménez-González, V., G. Benítez, J. Pastor, M. López-Lázaro, J. M. Calderón-Montaño (2023). Evaluation of anticancer activity of 76 plant species collected in Andalusia (Spain) against lung cancer cells. Plants 12: 3275. https://doi.org/10.3390/plants12183275

## Abreviatura
La abreviatura Pastor se emplea para indicar a Julio E. Pastor Díaz como autoridad en la descripción y clasificación científica de los vegetales.